# Vaskohsziklás
Vaskohsziklás (románul Ștei) város Bihar megyében Romániában. Trianonig Bihar vármegye Vaskohi járásának része.

## Fekvése
Vaskohtól és Diófástól 10 kilométerre, Belényestől 20 kilométerre fekszik, a megye délkeleti részén, területe 657 hektár.

## Története
A környéket Észak-Erdély visszacsatolása nem érintette, az 1941-es román-magyar határ a településtől északra húzódott.
A várost 1952-ben alapították az azonos nevű falu mellett, a szomszédos Rézbányán kitermelt uránérc őrlésére. 1958 és 1996 között Dr. Petru Groza volt a  város neve, Románia korábbi miniszterelnökéről. 
Az intenzív bányászat 10 évig tartott, egyes adatok szerint ez idő alatt 300 000 tonna uránt termeltek ki.

## Lakossága
A város 8637 lakosából (2002) 8272 román(95,77%), 319 magyar (3,69%), 18  cigány (0,20%), 4 ukrán (0,04%), 8 német (0,09%), 3 orosz (0,03%), 2 szlovák (0,02%), 2 görög (0,02%), 2 zsidó (0,02%), 2 cseh(0,02%), 3 olasz(0,03%) és 2 más nemzetiségű lakosa volt.

## Testvérvárosai
- Hajdúdorog, Magyarország